# Mauricio Morales
Mauricio Morales (27 de novembro de 1967) é um árbitro mexicano de futebol.